# Mykola Horbal
Mykola Andrijovič Horbal, ukrajinsky Мико́ла Андрі́йович Го́рбаль, nar. 10. září 1940 Wołowiec, Malopolské vojvodství, Generální gouvernement), je ukrajinský učitel hudby, hudebník, skladatel, básník, zastánce lidských práv a člen Ukrajinské Helsinské skupiny. Za sovětského režimu byl 16 let vězněn v pracovních táborech a ve vyhnanství. Od roku 1986 člen PEN klubu. Po roce 1990 předseda Ukrajinské republikánské strany, zakladatel Republikánské křesťanské strany, v letech 1994-1995 ukrajinský poslanec.
V roce 1992 byl oceněn prestižní cenou Vasyla Stuse za poezii a roku 2005 mu prezident Ukrajiny udělil Řád za zásluhy II. třídy, roku 2006 Řád za odvahu 1. třídy, roku 2009 Řád svobody. Roku 2016 obdržel Iryna Kalynets Prize, kterou uděluje Mezinárodní vzdělávací fond Jaroslava Moudrého, za aktivní účast ve veřejném a politickém životě Ukrajiny.

## Život
Mykola Horbal se narodil 10. září 1940 v rolnické rodině ve vesnici Wołowiec v polské části Lemkoviny, tehdy okupované nacistickým Německem. Jeho otec Andrij Horbal (1898-1961) byl vekovský intelektuál, matka Tekla (1906-1995), sestra Maria, bratr Bohdan (výtvarník Art brut). V roce 1945 byla celá rodina spolu s ostatním ukrajinským obyvatelstvem Lemkoviny násilně vystěhována z Polska do Ukrajinské SSR. Nejprve žili v Charkovské oblasti, v roce 1947 se rodina přestěhovala do obce Lytači v Termopilské oblasti.
Mykola Horbal v roce 1957 ukončil školní docházku a v letech 1957-1963 vystudoval Charkovskou hudební a pedagogickou školu. Působil pak jako učitel hudby v Borščivu. Vedl dětský  sbor Sluníčko a založil soubor mladých lékařů Podoljanočka v tamní ústřední nemocnici. V letech 1968-1969 studoval na Pedagogické fakultě univerzity v Kamenci Podolském a roku 1969 přešel na Hudební a pedagogickou fakultu Ivanofrankivského pedagogického institutu.
Od roku 1970 byl učitelem estetiky na Technické škole zemědělské mechanizace v Borščivu a vedl tamní mužský pěvecký sbor. 

### Disent a vězení
V tomto období začal psát poezii a šířit samizdat. Roku 1970 byl zatčen za šíření samizdatu a za poému Duma, která popisovala Sovětský svaz jako totalitární stát a Ukrajinu jako jeho kolonii, obviněn KGB z protisovětské agitace a propagandy. Soud mu vyměřil trest 5 let v pracovním táboře a 2 roky vyhnanství na Sibiři.
Během věznění v táboře ZhKh-385/19 v Mordvinsku a táboře VS-389/35 v Permském kraji spolu se Zynovyjem Antonjukem monitoroval porušování lidských práv jako "kroniku zóny" a zprávy předával ven.  Ve vězení vznikla jeho sbírka veršů "Dny a noci". Připojil se k táborovým  protestům politických vězňů. Roku 1975 byl poslán do vyhnanství v obci Parabel v Tomském regionu. Bydlel v maringotce a pracoval denně sedm dní v týdnu jako topič. Ke konci vyhnanství dostal dvoutýdenní dovolenou a po cestě domů navštívil v Moskvě O. Ginzburga, I. Nudela a P. Hryhorenka a v Kyjevě manželku disidenta Ivana Svitličného L. Svitličnou. V Parabelu mu po vypršení trestu nabídli byt i zaměstnání, ale Mykola Horbal se rozhodl připojit k Ukrajinské helsinské skupině.
24. června 1977 z Parabelu odjel na Ukrajinu. Po svatbě se s Allou Marčenko, sestrou Valerije Marčenka získal povolení usadit se v Kyjevě. K Ukrajinské Helsinské skupině se připojil už roku 1977 jako nezveřejněný člen. Pracoval jako opravář výtahů a po zatčení zakladatelů Ukrajinské Helsinské skupiny zůstal téměř jediným členem, který nebyl pod administrativním dohledem. Pomáhal ostatním členům a předával informace na Západ. Byl několikrát zadržen a policie u něj prováděla domovní prohlídky.
23. října 1979 byl Mykola Horbal zatčen a souzen za smyšlený trestný čin pokusu o znásilnění.  Projednávání tohoto trestného činu se odehrává na uzavřeném zasedání soudu a nikdo nedostane možnost svědčit ve prospěch obviněného. Podobné trestné činy KGB fabrikovala aby disidenty diskreditovala v očích veřejnosti. Členové Ukrajinské Helsinské skupiny O. Meško, N. Strokata a I. Senyk vydali 30. října 1979 text nazvaný Lamentace, kdy tyto praktiky KGB odsoudili. Za Mykolu Horbala se během října až prosince postavila Amnesty International, členové Ukrajinské Helsinské skupiny V. Stus a V. Marčenko, Moskevská Helsinská skupina i řada dalších osobností (S. Kiričenko, S. Kalistratova, Jelena Bonnerová, Sergej Kovaljov, ad.). Kyjevský soud mu v lednu 1980 vyměřil trest 5 let v pracovním táboře s přísným režimem. Při své závěrečné řeči před soudem prohlásil, že je členem Ukrajinské Helsinské skupiny. Byl odeslán do tábora IN-316/93 v Mykolajivské oblasti, kde pracoval v žulovém lomu. Z tábora se mu roku 1981 povedlo odeslat text "Právo na ochranu", později publikovaný v USA a sbírku básní pro svého dvouletého syna "Kolomyjka dlja Andrijka."
Po odpykání trestu byl jeden den před propuštěním, 22. října 1984, převezen do Mykolajivu a obviněn za "šíření protisovětské agitace a pomlouvačnou propagandu". Soud konaný 8.-10. dubna 1985 ho jako obzvláště nebezpečného recidivistu odsoudil k dalšímu trestu 8 let v pracovním táboře a 3 letům vyhnanství. Od září 1985 byl vězněn v pracovních táborech se zpřísněným režimem Perm VS-389/36 a Perm VS-389/35. Od 13. června 1988 zahájil Ukrajinský kulturologický klub řetězovou stávku za propuštění politických vězňů. Horbal byl propuštěn díky amnestii Prezidia nejvyššího sovětu USSR během perestrojky 23. srpna 1988. Roku 1991 byl rehabilitován. Celkem strávil ve vězení a vyhnanství 16 let.

### Politická kariéra a společenské funkce
Již během věznění se roku 1986 stal členem Mezinárodního PEN klubu. Po propuštění se Horbal okamžitě začal angažovat v ukrajinské politice a veřejném životě. Od roku 1988 byl sekretářem výkonného výboru Ukrajinské Helsinské unie, od roku 1989 prvním ředitelem, později čestným ředitelem kyjevského spolku Lemků Lemkivščyna a organizátorem jeho pěveckého spolku.
V letech 1990-94 byl předsedou kyjevské organizace Ukrajinské republikánské strany (URP), později ve frakcích «Державність», «Конституційний центр», «Народний Рух України». Ve stejné době byl poslancem Kyjevské městské rady, v letech 1993-94 byl vedoucím informační redakce studia „Věž“ Ukrtelefilmu. Byl předsedou organizace PSA Kyjev (1990-95), 1. náměstkem vedoucího (1997-98), členem ústředního vedení (1997-99) Republikánské křesťanské strany. 
V roce 1994 byl v ukrajinských parlamentních volbách zvolen jako nezávislý kandidát. V ukrajinských parlamentních volbách v roce 1998 byl kandidátem Republikánské křesťanské strany, ale tato strana získala jen 0,54 % z celkového počtu hlasů a žádné mandáty.
Byl zakládajícím členem Ukrajinské republikánské křesťanské strany a na jejím prvním kongresu 1. května 1997 byl zvolen místopředsedou. Od 30. května 1998 se stal členem Ústředního výkonného výboru strany.

### Fotografie

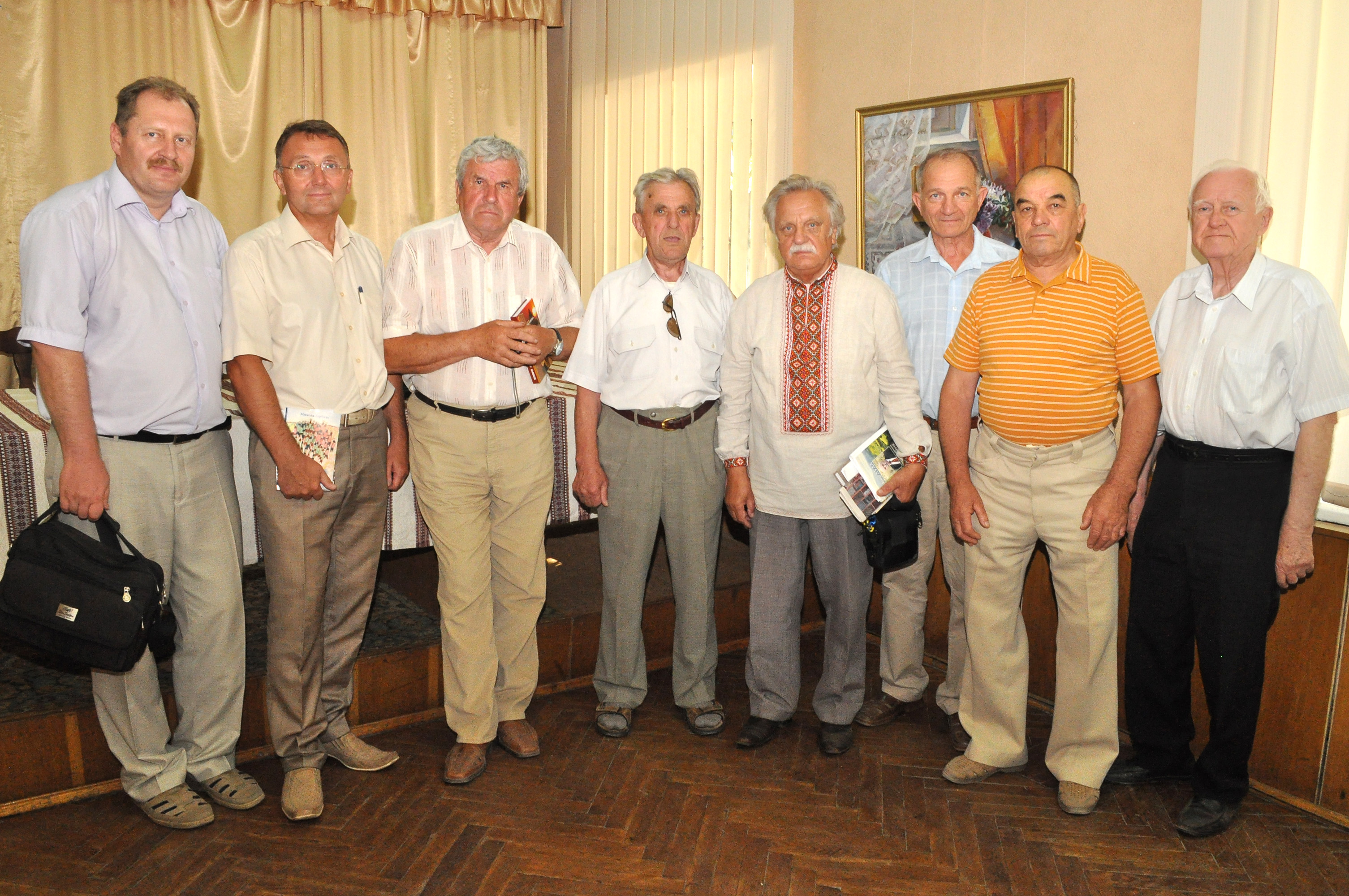
Prezentace knihy Návrat v Ternopilu 2015 (M. Horbal čtvrtý zprava)
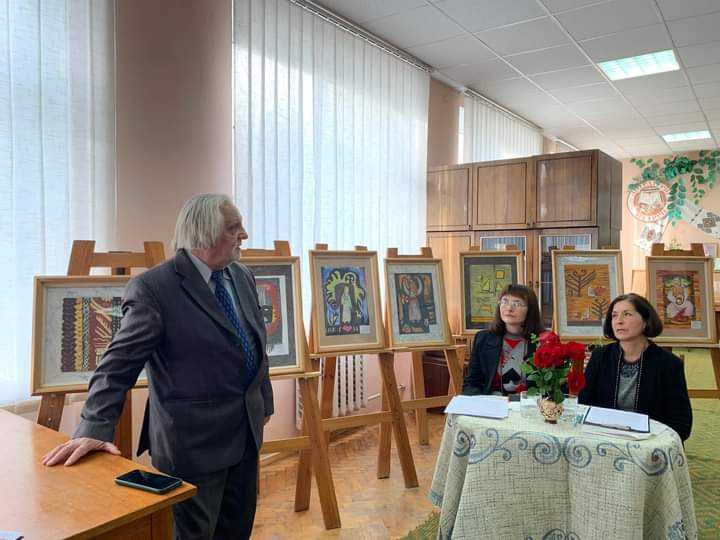
Mykola Horbal na konferenci věnované Stefaniji Šabatuře (2023)
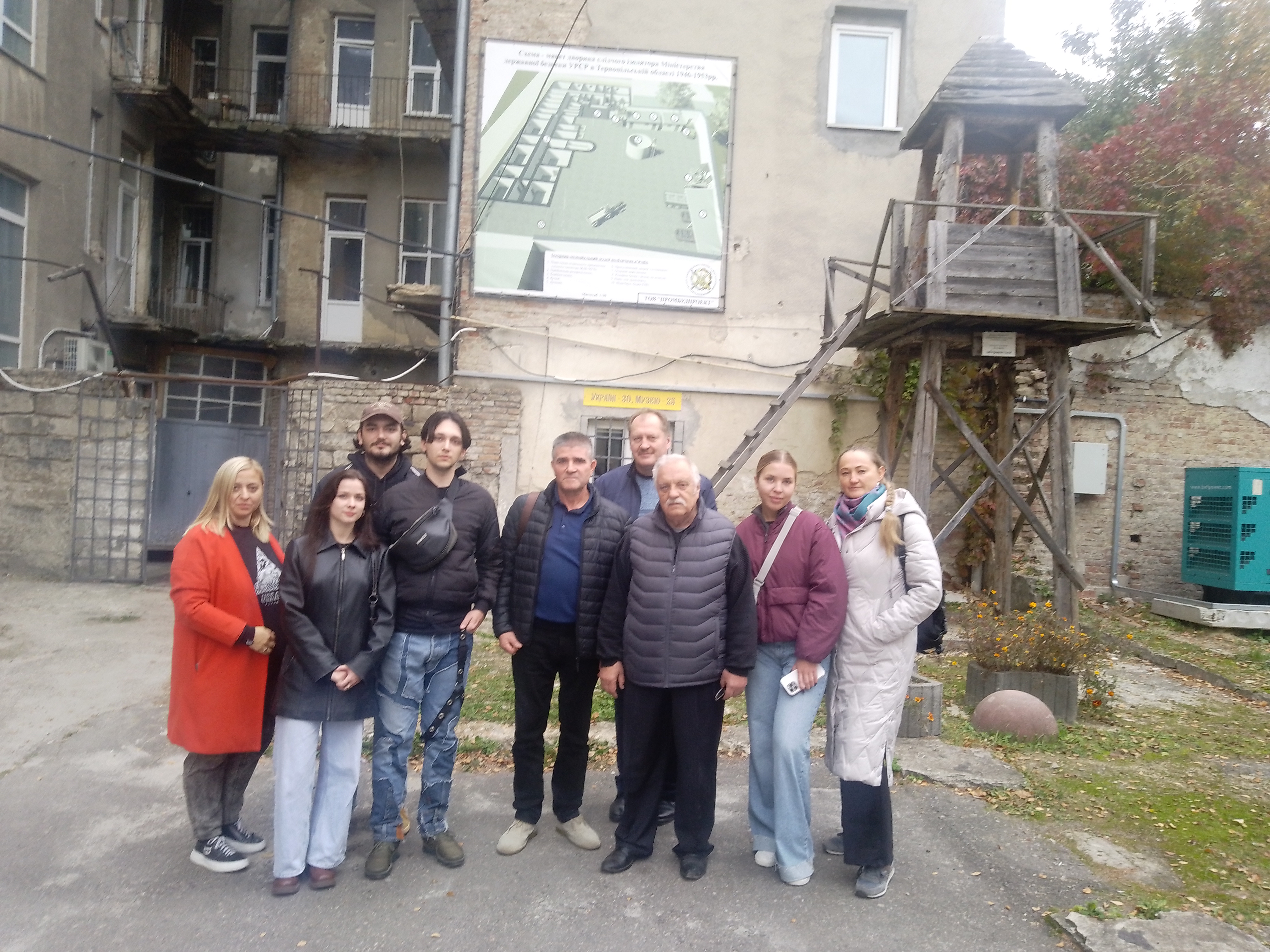
Mykola Horbal (3. zprava) s návštěvníky muzea politických vězňů (2024)